# Mary Kingsley
Mary Kingsley (født 13. oktober 1862 i England, død 3. juni 1900 i Sydafrika) var en engelsk forfatter og opdagelsesrejsende. Hun har haft stor indflydelse på europæernes ideer om Afrika og de afrikanske folk. Mary Kingsley var niece til Charles Kingsley og Henry Kingsley

## Biografi
I 1892 døde begge Mary Kingsleys forældre, som hun havde passet hus for indtil da. Hendes far havde selv været opdagelsesrejsende, og trods advarsler om at hun aldrig ville vende tilbage derfra tog Mary på sin første opdagelsesrejse til Vestafrika året efter forældrenes død. To år senere tog hun på sin anden rejse. Hun bevægede sig gerne gennem junglen og boede hos kannibaler undervejs. Modsat meget af sin samtid så hun ikke det afrikanske folk som underudviklede mennesker; faktisk skrev hun i en af sine rejsebøger, at "den sorte mand er ikke mere en underudviklet hvid mand, end en kanin er en underudviklet hare." Hun prøvede heller ikke at udføre missionærarbejde, og var modstander af den britiske indflydelse på den afrikanske kultur.
I 1897 debuterede hun med Travels in West Africa (Rejser i Vestafrika) og i 1899 efterfulgtes den af West African Studies (Vestafrikanske studier).
Mary Kingsley meldte sig frivilligt som sygeplejerske under den anden boerkrig og døde som følge af tyfus, hun pådrog sig her.